# Abdelmoumene Djabou
Abdelmoumene Djabou, né le 31 janvier 1987 à Sétif (Algérie), est un footballeur international algérien, qui évolue au poste d'ailier droit et au milieu offensif.
Il compte 13 sélections en équipe nationale depuis 2010.
Il est le buteur le plus tardif de l’histoire de la coupe du monde avec son but inscrit en huitièmes de finale de la coupe du monde 2014 lors du match Algérie-Allemagne (1-2).

## Biographie
Ses grandes capacités techniques, combinées avec ses grandes prestations dans le championnat algérien lui ont souvent valu d'être comparés avec l'attaquant argentin Lionel Messi.
Après une saison à l'ES Sétif, il est prêté au MC El Eulma puis à l'USM El Harrach. De retour à l'ES Sétif, il a remporté la Coupe d'Algérie 2012 et a été désigné meilleur joueur de la saison 2011/2012, tout en terminant meilleur buteur de la Coupe. Ce qui lui vaut de recevoir à la fin de la saison 2011/2012, le trophée Maracanã qui désigne le meilleur joueur d'Algérie.
Grâce à ses qualités techniques, il suscite l'intérêt de l'AS Monaco, et du champion de France 2011/2012 qui est Montpellier, et du côté de la Tunisie de l’Espérance sportive de Tunis, et du Club africain.
À l'été 2012, il s'est engagé en Tunisie où il signe un contrat de deux ans avec le Club africain, où il s'est imposé en marquant 8 buts lors de sa première saison.
Abdelmoumene Djabou, blessé plusieurs mois aux ligaments du genou, retourne en Algérie à l'Entente de Sétif le 7 janvier 2016 lors du mercato hivernal.
En février 2021, l’ancien international et meneur de jeu des Fennecs , résilie son contrat avec le Mouloudia Club d'Alger (football) et se retrouve sans club.

### En sélection
Le 17 novembre 2010, il honore sa première sélection face au Luxembourg. Djabou sera, par la suite, retenu par Abdelhak Benchikha dans la liste des 23 joueurs qui participent au CAN 2011, où les Fennecs ont terminé dans le dernier carré.
Non sélectionné pour la CAN 2013, il a été rappelé par Vahid Halilhodžić pour les qualifications de la Coupe du monde 2014 au Brésil et a disputé deux matches du deuxième tour face au Bénin et au Mali.
Le 2 juin 2014, il fait définitivement partie de la liste des 23 joueurs retenus par Vahid Halilhodžić pour la coupe du monde au Brésil.
Le 22 juin 2014, il marque son premier but en coupe du monde, face aux Sud-Coréens, lors d'un match historique, qui se solde par la victoire 4 à 2 pour les Algériens. Djabou rentre également dans l'histoire de la Coupe du monde en marquant contre l'Allemagne lors du huitième de finale, le but le plus tardif inscrit dans un match de Coupe du monde à la 120e minute de jeu et 51 secondes battant le précédent record détenu par Alessandro Del Piero 120 minute et 32 secondes.

## Statistiques
| Saison                | Club                  | Championnat           | Championnat | Championnat | Coupe(s) nationale(s) | Coupe(s) nationale(s) | Compétition(s) continentale(s) | Compétition(s) continentale(s) | Compétition(s) continentale(s) | Total | Total |
| Saison                | Club                  | Division              | M.          | B.          | M.                    | B.                    | Comp.                          | M.                             | B.                             | M.    | B.    |
| 2004-2005             | ES Sétif              | 1                     | 2           | 0           | 0                     | 0                     | -                              | -                              | -                              | 2     | 0     |
| 2005-2006             | ES Sétif              | 1                     | 2           | 0           | 0                     | 0                     | -                              | -                              | -                              | 2     | 0     |
| 2006-2007             | MC El Eulma (prêt)    | 2                     | 22          | 6           | 1                     | 0                     | -                              | -                              | -                              | 23    | 6     |
| 2007-2008             | ES Sétif              | 1                     | 15          | 1           | 0                     | 0                     | LCA+C1                         | 4+1                            | 1+0                            | 20    | 2     |
| 2008-2009             | USM El Harrach (prêt) | 1                     | 12          | 2           | 0                     | 0                     | -                              | -                              | -                              | 12    | 2     |
| 2009-2010             | USM El Harrach (prêt) | 1                     | 31          | 5           | 0                     | 0                     | -                              | -                              | -                              | 31    | 5     |
| 2010-2011             | ES Sétif              | 1                     | 26          | 5           | 3                     | 2                     | LCA                            | 15                             | 0                              | 44    | 7     |
| 2011-2012             | ES Sétif              | 1                     | 28          | 8           | 5                     | 5                     | -                              | 0                              | 0                              | 33    | 13    |
| 2011-2012             | Club africain         | 1                     | 5           | 0           | -                     | -                     | -                              | -                              | -                              | 5     | 0     |
| 2012-2013             | Club africain         | 1                     | 17          | 8           | -                     | -                     | -                              | -                              | -                              | 17    | 8     |
| 2013-2014             | Club africain         | 1                     | 27          | 3           | -                     | -                     | -                              | -                              | -                              | 27    | 3     |
| 2014-2015             | Club africain         | 1                     | 19          | 8           | -                     | -                     | -                              | -                              | -                              | 19    | 8     |
| 2015-2016             | ES Sétif              | 1                     | 5           | 0           | 2                     | 0                     | C1                             | 4                              | 1                              | 11    | 1     |
| 2016-2017             | ES Sétif              | 1                     | 27          | 3           | 5                     | 2                     | -                              | -                              | -                              | 32    | 5     |
| 2017-2018             | ES Sétif              | 1                     | 17          | 2           | 1                     | 0                     | -                              | -                              | -                              | 18    | 2     |
| 2017-2018             | Al Nasr Riyad (prêt)  | 1                     | 7           | 1           | 1                     | 0                     | -                              | -                              | -                              | 8     | 1     |
| 2018-2019             | ES Sétif              | 1                     | 15          | 4           | 4                     | 1                     | C1+LCA                         | 8+2                            | 0+0                            | 29    | 5     |
| Total sur la carrière | Total sur la carrière | Total sur la carrière | 276         | 55          | 22                    | 10                    | -                              | 37                             | 4                              | 335   | 69    |

### Matchs internationaux
Le tableau suivant liste les rencontres de l'équipe d'Algérie dans lesquelles Abdelmoumene Djabou a été sélectionné depuis le 17 novembre 2010.

### Buts internationaux
| 0   | Date         | Lieu                                    | Compétition                                  | Résultat | Adversaire   | Détail | Détail         | Détail | Sél. |
| --- | ------------ | --------------------------------------- | -------------------------------------------- | -------- | ------------ | ------ | -------------- | ------ | ---- |
| 1er | 14 août 2013 | Stade Mustapha Tchaker, Blida, Algérie  | Match amical                                 | N 2-2    | Guinée       | 24e    | du pied gauche | 2-0    | 4e   |
| 2e  | 22 juin 2014 | Estádio Beira-Rio, Porto Alegre, Brésil | Premier tour de la Coupe du monde 2014       | V 2-4    | Corée du Sud | 38e    | du pied gauche | 0-3    | 9e   |
| 3e  | 30 juin 2014 | Estádio Beira-Rio, Porto Alegre, Brésil | Huitième de finale de la Coupe du monde 2014 | P 2-1    | Allemagne    | 120+1e | du pied gauche | 2-1    | 11e  |

## Palmarès

### En club
ES Sétif
- Championnat d'Algérie (2) :
  - 2012, 2017
- Coupe d'Algérie (1) :
  - 2012
- Coupe nord-africaine des vainqueurs de coupe (1) :
  - 2010
- Supercoupe de l'UNAF (1) :
  - 2010

 Club Africain
- Championnat de Tunisie (1) :
  - Champion : 2015

### Distinctions personnelles
- Oscars de Maracana Meilleur joueur du Championnat d'Algérie : 2012[7]
- Ballon d’or Le Buteur – El Heddaf Meilleur joueur local de l’année : 2010,2012, 2017[8]
- Trophées Kawarji élu meilleur joueur étranger du championnat de Tunisie de Ligue 1 de football en 2013[9]
- Meilleur buteur du championnat de Tunisie lors de la saison 2012-2013 (à égalité avec Haythem Jouini) avec 8 buts
- Meilleur joueur de Sétif : 2010/2011 et 2011/2012
- Meilleur buteur algérien en Coupe du Monde.